# Anoectochilus sandvicensis
Anoectochilus sandvicensis es una especie de orquídea perteneciente a la familia  Orchidaceae.

## Distribución
Es endémica de las islas Hawái en Estados Unidos. Está tratada en peligro de extinción por pérdida de hábitat. 

## Taxonomía
Anoectochilus sandvicensis fue descrita por John Lindley y publicado en Bulletin of Miscellaneous Information Kew 214. 1914.
Etimología
Anoectochilus (abreviado Anct.): nombre genérico que procede del griego:  ἀνοικτός "aniktos" = "abierto" y de χεῖλος "cheilos" = "labio", en referencia al aspecto amplio del labelo debido a una doblez de la flor que dirige la parte del labelo hacia abajo.
sandvicensis: epíteto geográfico que alude a su localización en las Islas Sandwich.
Sinonimia
- Anoectochilus apiculatus L.O.Williams & Fosberg
- Anoectochilus jaubertii Gaudich.
- Anoectochilus sandvicensis var. apiculatus (L.O.Williams & Fosberg) W.J.Schrenk
- Cystopus jaubertii (Gaudich.) Kuntze
- Odontochilus jaubertii
- Odontochilus sandvicensis (Lindl.) Benth. & Hook.f. ex Drake
- Vrydagzynea sandvicensis (Lindl.) Benth. & Hook.f. ex B.D.Jacks[6][7][5]